# Menécrates de Éfeso
Menécrates de Éfeso (en griego antiguo: Μενεκράτης ὁ Ἐφέσιος; 330–270 a. C.) fue un poeta didáctico griego de la época helenística.  Escribió una obra titulada Obras, según el modelo de las Obras y días de Hesíodo, que incluía una discusión sobre las abejas basada en la obra de Aristóteles. Fue profesor de astronomía del poeta Arato.
Edición de la obra que se ha conservado: Lloyd-Jones, Hugh; Parsons, P. J.; Nesselrath, H. G. et al., eds. (1983). Supplementum Hellenisticum. Berlín y Nueva York: W. de Gruyter. ISBN 978-3-11-008171-8. 